# Лоуи, Раймонд
Раймонд Лоуи (англ. Raymond Loewy, полное имя: фр. Raymond Fernand Loewy, 5 ноября 1893, Париж — 14 июля 1986, Монте-Карло) — художник, мастер промышленного дизайна, автор логотипов, промышленных образцов.

## Начало карьеры
Раймонд Фернан Лоуи родился в семье Максимилиана Лоуи (родом из Братиславы) и Мари Лабальм (родом из Бессежа, юг Франции). Получил во Франции инженерное образование, в студенческие годы занимался авиамоделированием. Участник Первой мировой войны, дослужившийся до звания капитана, после войны Лоуи оказался без работы и без денег и эмигрировал в США с пятьюдесятью долларами в кармане. Он нашёл работу художника-иллюстратора в журналах мод (Vogue, Harper's Bazaar), рисовал рекламу для нью-йоркских магазинов. Во второй половине 1920-х годов Лоуи был главным дизайнером в General Electric, но в самом начале Великой депрессии, в 1929 году, ушёл в самостоятельный бизнес, основав Raymond Loewy Design. Первый заказ пришёл от производителя типографского оборудования, пожелавшего «упаковать» свои машины в современную по тем временам оболочку.

Раймон Лоуи возле своей работы — паровоза Pennsylvania Railroad S1. Фото 1938 года из архива Лоуи, хранящегося в Библиотеке Конгресса США

В 1932 году пришёл настоящий успех — заказ Sears на дизайн холодильника Coldspot. Холодильник, спроектированный Лоуи и Германом Прайсом, разошёлся по стране тиражом в 210 000 штук. В нём, по идее Лоуи, были впервые применены нержавеющие полки из алюминия.

Действительно удачный дизайн может обогатить клиента и разорить дизайнера — следующего заказа придётся ждать сорок лет…

Автобиография: Raymond Loewy, Industrial Design, 1979

## Железнодорожный транспорт
В 1936 году Лоуи наладил отношения с Пенсильванской железной дорогой (Pennsylvania Railroad, PRR), в то время обновлявшей парк паровозов. Первым разовым заказом стал аэродинамический обвес в стиле ар деко для стандартного паровоза PRR K4s (февраль 1936 года), предназначавшегося для флагманского пассажирского поезда Broadway Limited (Нью-Йорк-Чикаго). Соперничающий дизайнер, Генри Дрейфус, создавал аналогичные работы для New York Central Railroad. В 1937—1938 Лоуи выполнил интерьеры пассажирских вагонов Broadway и логотипы самого маршрута. За ними последовали уникальный сверхтяжёлый паровоз PRR S1 (1938—1939) и грузовой PRR T1 (1942), выпущенный серией в 50 машин после второй мировой войны — последние паровозы PRR. Ни одной из этих машин не сохранилось.
После войны Лоуи выполнил дизайн тепловозов Baldwin Locomotive Works c «акульей мордой» (англ. Sharknose), маневровых тепловозов и электровозов Fairbanks-Morse, разрабатывал схемы окраски и интерьеры для пассажирских поездов. В проектировании электровоза PRR GG1 Лоуи участвовал только как консультант. Наконец, в 1967 году пошёл в серию вагон нью-йоркского метро R40 — первый в этой системе вагон с наклонными торцами.

## Автомобили

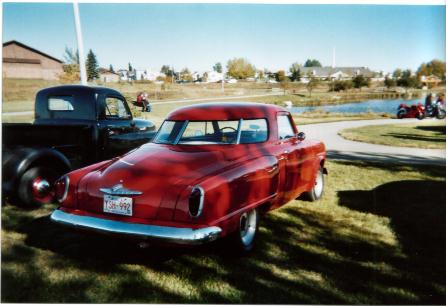
Studebaker Starlight, 1947, c панорамным задним стеклом
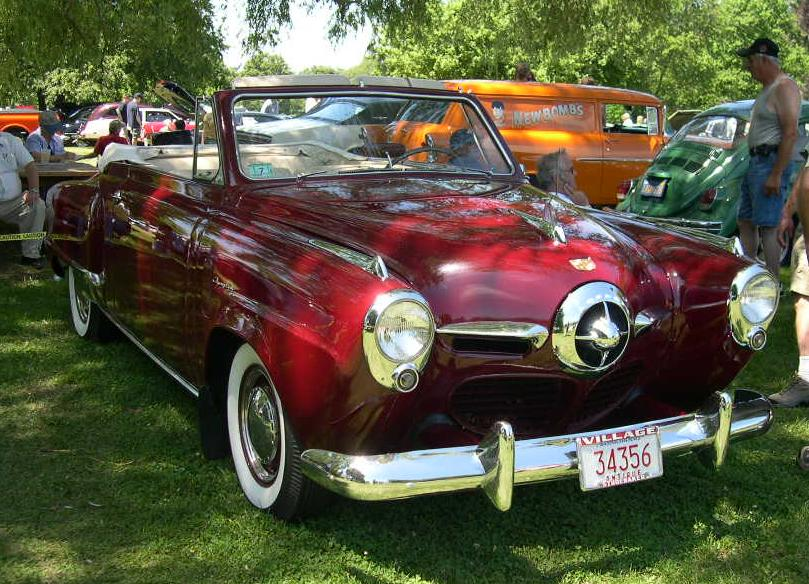
Studebaker Commander, 1950, c «пулей» на капоте
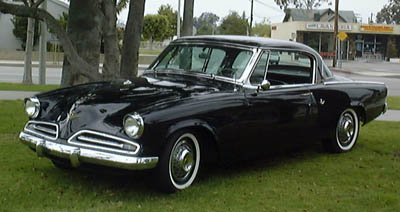
Studebaker Commander, 1953, отказ от решётки радиатора
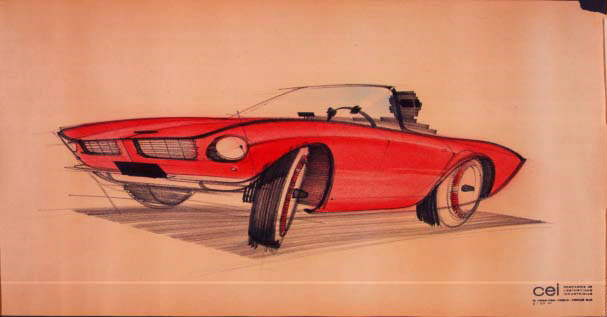
Эскиз Studebaker Avanti, 1963

В 1932 году Лоуи обратился к дизайну автомобилей для фирмы Hupmobile. С 1939 года началось его долгое сотрудничество со Studebaker; в том же году компания сменила логотип на новый, разработки Лоуи. Тогда же, в конце 1930-х, Лоуи стал главным дизайнером сельхозтехники International Harvester, создав линию проектов, продержавшихся на конвейере почти четверть века.
Так как законы военного времени запрещали конструкторам автопроизводителей работу над гражданскими моделями, то проектирование автомобилей на время перешло в руки независимых дизайнеров, таких как Лоуи. В результате, уже в 1946 году Studebaker имел в активе новый, готовый к выпуску дизайн-проект, который пошёл в серию в 1947 году — на два года раньше первых послевоенных моделей «большой тройки». Двухдверный Studebaker Starlight, выполненный Робертом Бурком из фирмы Лоуи, имел панорамное заднее стекло, начинавшееся непосредственно от центральных стоек кузова. Авторству Лоуи принадлежит хромированная «пуля», заместившая решётку радиатора на Studebaker начала 1950-х, и эргономичное внутреннее устройство этих машин.
В 1961 году Лоуи разработал Studebaker Avanti — спортивный автомобиль, спроектированный по принципу «Вес — это зло». Среди многих ненужных вещей, отброшенных конструктором, оказалась решётка радиатора: «Решётки уместны в канализации». Его подход, в том числе стремление сделать машину экономичной и по-европейски стильной, не был популярен в послевоенном Детройте, поэтому Лоуи оказался невостребованным в автопроме «большой тройки».
В 1973 году Лоуи разработал новую модель для АЗЛК, но машина не вышла в свет, так как руководство завода посчитало что для выпуска данной модели на заводе нет подходящих технологий. Позднее проект был использован при разработке автомобиля ВАЗ-2108 на Волжском автозаводе.

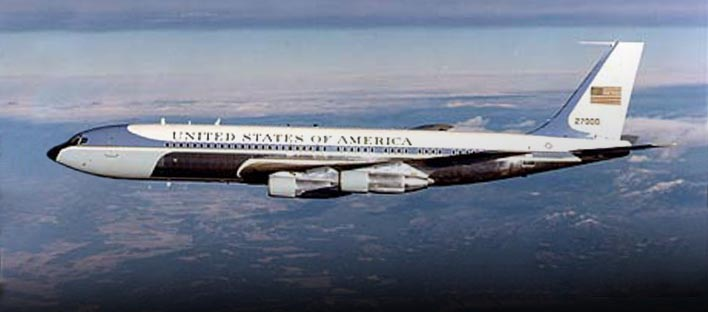
Air Force One (Boeing 707) в окраске, предложенной Лоуи

## Авиация и космос
Работы Лоуи для авиации были ограничены проектами интерьеров и схем окраски знаковых для своего времени машин:
- 1962 — характерная раскраска самолёта президента США Air Force One с сочетанием белого, голубого оттенков и хромированного дюралюминия. Раскраска до сих пор используется на всех правительственных самолётах США — Boeing 747, 757, 737 и Gulfstream.
- 1970-е — интерьер Скайлэб.
- 1975 — интерьер Конкорда.

## Потребительский рынок
Вероятно, самая известная работа Лоуи — бутылка Coca-Cola. Однако он не спроектировал её сам (это сделал в 1915 году Эрл Дин), а лишь модернизировал в 1955 году давно известную форму бутылки.
Среди логотипов, разработанных Лоуи — Exxon (1972), Greyhound, Lucky Strike (1940), Shell (1971). В 1970-е годы его нью-йоркская студия оказалась буквально завалена заказами на проектирование магазинов розничных сетей — настолько, что Лоуи открыл «под себя» новое отделение во Фрибуре (Швейцария), а нью-йоркское отделение стало специализированной архитектурной фирмой.
В конце 1950-х годов Раймонд Луи разрабатывает новый дизайн упаковки для биологически активной добавки к пище DOUBLE XX по заказу Nutrilite. Результатом работы стала новая пластиковая упаковка в виде расправившей крылья бабочки. Внутри коробочки было два отделения: одно для витаминных капсул, а второе — для таблеток, содержащих важнейшие микроэлементы. Изменение стиля упаковки помогло сделать компании NUTRILITE резкий рывок в конкурентной борьбе на рынке биологически активных добавок.
В 1964 году по рисунку Лоуи была напечатана первая почтовая марка США памяти Кеннеди.

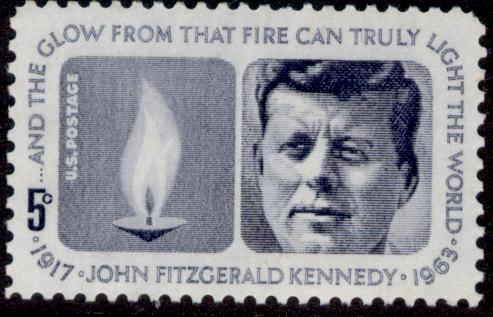
Почтовая марка США 1964 года памяти президента Кеннеди